# Almir
Almir (sinh ngày 26 tháng 3 năm 1969) là một cầu thủ bóng đá người Brasil.

## Đội tuyển bóng đá quốc gia Brasil
Almir thi đấu cho đội tuyển bóng đá quốc gia Brasil từ năm 1990 đến 1993.

## Thống kê sự nghiệp
| Đội tuyển bóng đá Brasil | Đội tuyển bóng đá Brasil | Đội tuyển bóng đá Brasil |
| Năm                      | Trận                     | Bàn                      |
| ------------------------ | ------------------------ | ------------------------ |
| 1990                     | 1                        | 0                        |
| 1991                     | 1                        | 0                        |
| 1992                     | 0                        | 0                        |
| 1993                     | 3                        | 0                        |
| Tổng cộng                | 5                        | 0                        |